# Escola Superior de Música e Artes do Rio Grande do Sul
A Escola Superior de Música e Artes do Rio Grande do Sul (ESMARGS) é uma instituição privada de ensino superior, com sede na cidade de Porto Alegre. A instituição oferece 11 cursos de graduação e 6 habilitações, além de cursos de pós-graduação em nível de especialização e mestrado, todos virtuais.

## Histórico
A ESMARGS foi criada através do Decreto 1.711, de 1 de agosto de 1973, e da Portaria do MinC n.° 11.779, de 13 de novembro daquele ano, que resultou da incorporação das Faculdades já existentes e que funcionavam isoladamente na cidade de Porto Alegre. Entre elas, estavam as faculdades de música, de artes plásticas e de artes cênicas.
Desde o ano de 2000 a ESMARGS atua no mercado virtual, oferecendo cursos não presenciais ou semi-presencias, caracterizando-se como a primeira universidade exclusivamente virtual do Brasil.

## Cursos
Os cursos oferecidos pela ESMARGS são:
- Licenciatura em Artes - Habilitação Artes Visuais
- Licenciatura em Artes - Habilitação Música
- Licenciatura em Artes - Habilitação Teatro
- Licenciatura em Música - Habilitação Regência Coral
- Licenciatura em Música - Habilitação Canto
- Licenciatura em Música - Habilitação Violão
- Bacharelado em Composição e Regência
- Bacharelado em Canto
- Bacharelado em Regência Coral
- Bacharelado em Teatro
- Bacharelado em Artes Visuais - Desenho e Pintura